# Liste der Einträge im National Register of Historic Places im Hickman County (Tennessee)
Diese Liste der Einträge im National Register of Historic Places im Hickman County (Tennessee) enthält alle im Hickman County, Tennessee in das National Register of Historic Places eingetragenen Gebäude, Bauwerke, Objekte, Stätten oder historischen Distrikte.
Diese Liste entspricht dem Bearbeitungsstand des National Park Service/National Register of Historic Places vom 11. Oktober 2024.

## Legende
| NRHP | Historic Place             |
| HD   | National Historic District |

## Aktuelle Einträge
| [ 2 ] | Name                                | Bild                        | Eintragsdatum                 | Lage                                                                                                 | Ort             | Beschreibung |
| ----- | ----------------------------------- | --------------------------- | ----------------------------- | --- | --------------- | ------------ |
| 1     | Bon Aqua Springs Historic District  |                             | 23. Feb. 1990 ID-Nr. 90000303 | Old Tennessee State Route 46, südöstlich von Bon Aqua 35° 56′ 46″ N, 87° 19′ 1,9″ W                  | Bon Aqua        |              |
| 2     | John Gordon House                   | John Gordon House           | 18. Apr. 1974 ID-Nr. 74000333 | nordwestlich von Williamsport, in der Nähe der Tennessee State Route 50 35° 43′ 11″ N, 87° 15′ 38″ W | Williamsport    |              |
| 3     | Lee and Gould Furnace               |                             | 9. Apr. 1988 ID-Nr. 88000248  | Adresse nicht veröffentlicht                                                                         | Bucksnort       |              |
| 4     | New Aetna Furnace Historic District |                             | 13. Juni 1988 ID-Nr. 88000246 | Adresse nicht veröffentlicht                                                                         | Aetna           |              |
| 5     | Oakland Furnace and Forge           |                             | 9. Apr. 1988 ID-Nr. 88000261  | Adresse nicht veröffentlicht                                                                         | Texas Hollow    |              |
| 6     | Old Aetna Furnace                   |                             | 9. Apr. 1988 ID-Nr. 88000247  | Adresse nicht veröffentlicht                                                                         | Aetna           |              |
| 7     | Old Natchez Trace                   |                             | 30. Mai 1975 ID-Nr. 75002125  | am Grenzverlauf von Alabama und Tennessee an der U.S. Route 100                                      | Chapel Hill     |              |
| 8     | Primm Springs Historic District     |                             | 5. Juli 1985 ID-Nr. 85001480  | entlang der Puppy Branch of Dog Creek, zwischen der House und Baker Rds. 35° 49′ 24″ N, 87° 15′ 1″ W | Primm Springs   |              |
| 9     | Shelby Bend Archeological District  |                             | 1. Feb. 1990 ID-Nr. 89001760  | Adresse nicht veröffentlicht                                                                         | Greenfield Bend |              |
| 10    | Standard Furnace                    |                             | 9. Apr. 1988 ID-Nr. 88000243  | Adresse nicht veröffentlicht                                                                         | Nunnelly        |              |
| 11    | James Buchanan Walker House         | James Buchanan Walker House | 2. März 1989 ID-Nr. 89000146  | West End und S. Barnwell Avenues 35° 46′ 44″ N, 87° 28′ 13″ W                                        | Centerville     |              |